# Одна справа. Як робити менше, а встигати більше
Одна справа. Як робити менше, а встигати більше (англ. The One Thing: The Surprisingly Simple Truth Behind Extraordinary Results) — книга, написана авторами та фахівцями у сфері нерухомості Джеєм Папасаном та Ґері Келлером. Бестселер The New York Times, The Wall Street Journal, USA Today та Amazon. Вперше опублікована 1 квітня 2013 року. У 2017 році перекладена українською видавництвом «Наш Формат» (перекладач — Анастасія Дудченко).

## Про авторів
Ґері Келлер — співзасновник та голова правління однієї зі світових найбільших компаній з нерухомості Keller Williams Realty. 
Джей Папасан — віцепрезидент відділу видавництва при Keller Williams. 
До написання книги автори працювали над спільним проєктом — The Millionaire Real Estate — серією книг про інвестування та як заробляти гроші на нерухомості. 

## Огляд книги
Книжка, якій присуджено 12 книжкових нагород; входила в список 5 найкращих бізнес-книг 2013 року за версією Hudson's Booksellers та список 30 найкращих бізнес-книг за версією Executive Book Summaries. Це книжка про успішні навички, які допоможуть вам обійти 6 перепон, що перешкоджають вашому успіху, подолати 7 крадіїв часу, та збалансувати закони попиту, пріоритетів та продуктивності. 
Як подолати прірву між вами та вашими цілями? Як досягти надзвичайних результатів в кожній ситуації? Які переваги лежать в пріоритизації єдиного завдання? 
Автори пояснюють, яку цінність несе спрощення робочого навантаження та зосередження на найважливіших завданнях. За кожною успішною особою стоїть його єдина справа. Не важливо як ми оцінюємо успіх - особистий чи професійний, тільки здатність відволіктись від непотрібного і зосередитись на одній першочерговій справі приведе вас до вражаючих результатів. 
Люди по всьому світу застосовують цю просту та дієву концепцію в особистому та професійному житті. Компанії допомагають працівникам бути більш продуктивними. Фокусуючи енергію та сили на одній задачі люди будують успішну кар’єру, стають фінансово незалежними, приходять в фізичну форму, створюють міцні сім’ї та особистісні взаємовідносини. 
А яка ж ваша основна справа? 

## Переклад українською
- Папасан Джей, Келлер Ґері. Одна справа. Як робити менше, а встигати більше / пер. Анастасія Дудченко. К.: Наш Формат, 2017. — 208 с. — ISBN 978-617-7388-86-8